# Буш дю Рон
Буш дю Рон (на френски: Bouches-du-Rhône, „Устие на Рона“) е департамент в регион Прованс-Алпи-Лазурен бряг, южна Франция. Образуван е през 1790 година от западните части на провинция Прованс. Площта му е 5087 km², а населението – 1 967 299 души (2009). Административен център е град Марсилия.